# سرعة القطع
سرعة القطع (بالإنجليزية: Cutting speed)‏ هي عبارة عن المسافة التي يقطعها الحد القاطع لأداة القطع بالنسبة للسطح المشغل في اتجاه الحركة الرئيسية(حركة القطع) في وحدة الزمن، وتقاس سرعة القطع في الخراطة علي المخارط بأنواعها في مستوي دوران الجزء المشغل باعتبارها السرعة المحيطية للسطح المشغل عند أكبر قطر ومقاس بالأمتار في الدقيقة، ويمكن التعبير عنها في بالمعادلة التالية:

V = π×D×N/1000

حيث :
- v: سرعة القطع، متر/دقيقة.
- D: قطر السطح المشغل, مم
- N: سرعة دوران عمود الإدارة أو الجزء المشغل وفي بعض الأحوال عند دوران العدة القاطعة في الدقيقة(دورة/دقيقة). و تقاس سرعة القطع عند التجليخ بالمتر في الثانية.

تعتمد سرعة القطع علي عدة عوامل منها:
- الماكينة.
- الشغلة(خواص التشغيل).
- عدة القطع والخامات.